# Six Feet Under (Billie Eilish)
Six Feet Under is een nummer van de Amerikaanse singer-songwriter Billie Eilish. Het nummer werd eerst uitgebracht op SoundCloud op 23 juni 2016. Later werd het nummer commercieel uitgebracht door Darkroom en Interscope Records. Finneas O'Connell, Eilish oudere broer, schreef en produceerde het nummer volledig alleen. Het nummer wordt omschreven als een "sombere en gevoelige popballad". Commercieel gezien werd het nummer in de Verenigde Staten, Australië en Mexico goud gecertificeerd, in Canada platina. In Nederland en België kwam het nummer niet in de hitlijsten.